# گلیزه
گلیزه یکی از روستاهای استان آذربایجان شرقی است که در دهستان قشلاق بخش فندقلو شهرستان اهر واقع شده است. این روستا ۲۱۶ نفر جمعیت دارد.